# Episcopia de Milcov
Episcopia de Milcov (1227-1241) numită și Episcopia Cumaniei, este prima episcopie catolică ce a luat ființă pe actualul teritoriu al Principatului Moldovei (Valahia Minor).

## Context
Începuturile creștinării unor cumani prezenți în prima parte a secolului al XIII-lea – temporar în partea de sud a Moldovei, la est de curbura Carpaților, sunt strâns legate de neamul vecin al ungurilor, de peste munți. Constrânși din punct de vedere geo-politic, dar și religios, aceștia și-au dat seama că șederea lor în câmpia Panonică depindea în primul rând de acceptarea religiei creștine, de imitarea celorlalte popoare creștinate ale Occidentului, care, intraseră în comunitatea popoarelor ce alcătuiau creștinătatea occidentală. Polonezii din sud începuseră deja să se creștineze. La fel au început și rușii din Regatul de Kiev, conduși de principii lor Vladimir și Olga.
Ca și în cazul francilor, care au început să se creștineze, urmând exemplul regelui lor Clovis I, și ungurilor li s-a impus să imite exemplul regelui lor Waik, botezat Ștefan I (997-1038), canonizat. Sub succesorul său, Ladislau I, creștinismul în rândul acestui popor a luat forme administrativ-teritoriale bine organizate, unele din ele durând până în prezent. Primii misionari în această țară au fost benedictinii, care au contribuit la formarea unor episcopii (trei în Transilvania: Cenad, Alba Iulia și Oradea), dependente de cele două mari centre de la Esztergom (Gran) și Kalocsa.
Paulus Hungarus⁠(en)[traduceți], un profesor de științe juridice de la Universitatea din Bologna și misionar dominican, a devenit provincial al ordinului său. Din inițiativa lui s-a dezvoltat prima misiune printre cumanii prezenți în sudul actualei Moldove. Misionarii au fost însoțiți și protejați de teutoni, și probabil că, din această cauză, cumanii au refuzat mesajul creștin, temându-se de puterea militară a teutonilor. În anul 1222 cumanii au fost atacați de cruciații teutoni. În același an misionarii s-au întors pe cont propriu printre cumani și eforturile lor au rămas fără rezultat. Cumanii se temeau de pericolul hoardelor tătare și, în strategia lor, au realizat că pentru a supraviețui aveau nevoie de protecția Regatului Maghiar, destul de consolidat și de puternic. Paulus Hungarus a fost ucis la râul Siret pe 10 februarie 1241, în timpul marii invazii mongole, și este venerat ca fericit.

## Înființare
În anul 1225 fiul hanului Bortz-Membrock, Burch, a cerut botezul propriu și pentru suita lui. În vara anului 1227, primatul Ungariei, arhiepiscopul Robert, l-a botezat pe fiului hanului și escorta sa, iar Papa Grigore al IX-lea l-a încurajat pe arhiepiscop în acest scop. Însoțit de trei episcopi și de viitorul rege Béla al IV-lea, Robert l-a însoțit pe Bortz și escorta lui la râul Milcov, unde hanul și restul populației cumane (circa 15.000 de oameni) au fost botezați. A fost ridicată o biserică cu hramul sfintei Fecioare și casele misionarilor călugări dominicani, în locul unde au fost înmormântați Burch și tatăl lui. Papa Grigore al IX-lea (1227-1241) a aprobat în 1227 înființarea unei episcopii, în același an fiind numit primul episcop, acesta fiind dominicanul Theodoric, care a fixat centrul episcopiei în locul unde a fost și botezul cumanilor, aproape de actualul oraș Odobești, având rezidența la Milcovia. O altă teorie este că orașul medieval Civitas de Mylco (cetatea Milcovului) este localizat ipotetic la Focșani, devenind sediu diecezan romano-catolic, sufragan al Arhiepiscopiei de Esztergom. În jurisdicția sa au intrat atât teritoriile locuite în sudul Moldovei de către cumani, cât și cele stăpânite de către cavalerii teutoni din Țara Bârsei.
Împotriva înființării noii episcopii, care însemna și o înaintare dincolo de Carpați a puterii catolice ungare, s-a ridicat țarul valaho-bulgar Ioan Asan al II-lea, care dorea de multă vreme să încorporeze acest teritoriu în țarat. Doi ani mai târziu, în anul 1229, pontiful le-a scris noilor convertiți că ungurii nu-i doreau pe cumani ca aliați, ci ca vasali, lucru refuzat cu vehemență de aceștia. În toamna aceluiași an papa Grigore al IX-lea a declarat noua episcopie dependentă direct de Vatican. Cu toate acestea a început un alt conflict de jurisdicție generat de aceeași dorință a ungurilor de a controla cel puțin destinul noii episcopii. În anul 1231 au fost stabilite hotarele episcopiei: munții Carpați, râul Olt, Dunărea și Siretul, iar hotarul nordic puțin cunoscut în prezent.

## Evoluție și declin
Atât așezarea cât și episcopia au fost distruse de mongoli de la 1241, deși de jure sunt menționați succesiv 14 episcopi. Dintre aceștia doar Theodoric (1228) a exercitat efectiv funcția, până la invazia mongolă. Ceilalți 13 au fost doar simpli titulari, până în 1526. Au fost omorâți de către mongoli zeci de dominicani și mulți credincioși cumani, cei care au supraviețuit fugind în Regatul Ungariei. După acest eveniment, cumanii nu au dispărut complet din această zonă, regii maghiari păstrând în perioadele următoare tilturile lor, precum cel de „rex Cumaniae”.

## Lista episcopilor de Milcov
- Theodoric 1227-1241

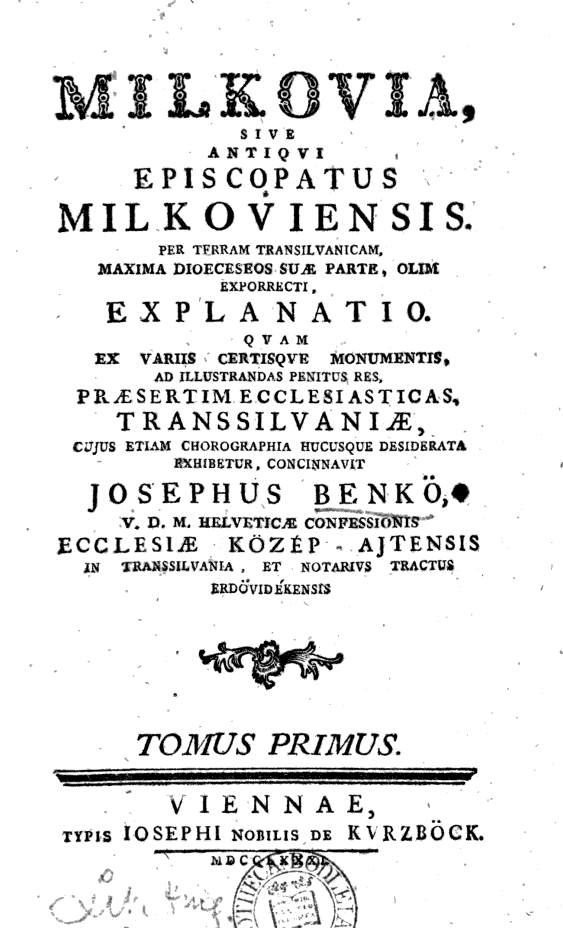
József Benkő, Milkovia, sive antiqui Episcopatus Milkoviensis, Viena, 1781

- „Th. Cumanorum humilis minister” 1283
- Vitus de Monteferro (capelan al regelui Carol Robert) 1332
- Toma de Nympti (călugăr augustinian) 1347-1348
- Bernard de Mazovia (călugăr dominican polonez) 1352-1357
- Albert de Usk (călugăr dominican) 1364
- Nicolae de Buda (călugăr augustinian, vicar general al Diecezei de Eger) 1371-1375
- Goblinus [fost paroh la Cristian (Sibiu), apoi episcop la Alba Iulia] 1386
- Emeric Zechel (Secuiul) 1431
- Grigore Jaurini [vicar general la Strigoniu (Esztergom)] 1433-1462(?)
- Mihai Turon [episcop auxiliar de Strigoniu (Esztergom)] 1468-1493
- Paul Ilsine [paroh la Strigoniu (Esztergom)] 1501-1504
- Ladislau (de Ondola ?)1510
- Mihai 1512-1526 (?)

## Istoriografie
Primii istorici care au avut preocupări legate de vechea Episcopie a Milcovului au fost iezuitul György Pray (1723-1801) și pastorul secui József Benkő (1740-1814). Acesta din urmă a publicat la Viena prima monografie despre Episcopia Milcovului în anul 1781. La începutul secolului al XX-lea canonicul Karl Auner a publicat în Revista Catolică din București o serie de articole dedicate Episcopiei Milcovului.